# Campanula bravensis
Campanula bravensis là loài thực vật có hoa trong họ Hoa chuông. Loài này được (Bolle) A.Chev. mô tả khoa học đầu tiên năm 1935.